# Thynes
Pour les Thynes, peuple thrace qui s'établit en Asie Mineure et qui donna son nom à la Bithynie, voir Bithynie.
Thynes (en wallon Tinne) est une section de la ville belge de Dinant, située en Wallonie dans la province de Namur. 
C'était une commune à part entière avant la fusion des communes de 1977.
Le village se trouve sur les hauteurs de la Meuse dinantaise (rive droite), en (Belgique). Traversé par un ruisseau, la Lisonnette, qui se jette dans la Leffe le village fait aujourd'hui administrativement partie 

## Évolution démographique
- Source: DGS, 1831 à 1970=recensements population, 1976= habitants au 31 décembre

## Patrimoine et culture

### Patrimoine et culture
- La ferme-château de Thynes, dont les parties les plus anciennes datent du XIe siècle ;
- La crypte romane (dans l'ancien cimetière) est ce qui reste de l'ancienne église Saint-Nicolas démolie au XIXe siècle ;
- L'église Saint-Nicolas, qui fut construite en 1835 pour remplacer l'ancienne église démolie.
- Le monument commémorant les 14 aviateurs (7 français, 5 britanniques et 2 australiens) victimes d'une collision entre deux bombardiers Halifax de la Royal Air Force le 21 novembre 1944[1],[2],[3].